# Vatikanske euromønter
Euroen (EUR eller €) er den fælles valuta for de fleste europæiske lande som er medlem af EU samt nogle yderligere stater, blandt disse Vatikanstaten. Euromønter har to forskellige sider: en fælles europæisk side som viser møntens værdi og en national side som viser et symbol valgt af det medlemsland hvor mønten prægedes. Hvert medlemsland har således et eller flere symboler som er unikke for lige det land.

## Design
Vatikanstaten har præget tre forskellige serier, og hver serie har en og samme design. Den første serie prægedes af et portræt af paven Johannes Paul II. Da Johannes Paul II døde i 2005 begyndte Vatikanstaten at præge en ny serie mønter. Den anden serie prægedes af Camerlengos statsvåben, som er en markering af den ledige pavestol.
Da Vatikanet fik en ny pave i april 2006 udgav man en tredje serie, denne gang prægedes den nye pave Benedikt 16..
Alle mønter, uanset hvilken serie, præges også med prægningsårstal og teksten CITTA DEL VATICANO.
Vatikanstaten får præget en mindre mængde mønter (til en værdi af en million euro). Dette gør dem relativt eftertragtede som samlermønter og de anvendes meget lidt som betalingsmiddel.
Vatikanstaten har præget tre serier af mønter og fire versioner af 2-euro jubilæumsmønter.

### Den første serie (2002-2005)
Tekst mangler, hjælp os med at skrive teksten

### Den anden serie (2005)
Tekst mangler, hjælp os med at skrive teksten

### Den tredje serie (2006-)
Tekst mangler, hjælp os med at skrive teksten

### 2-euro jubilæumsmønter
Tekst mangler, hjælp os med at skrive teksten